# Christoph Röhl
Christoph Röhl (* 1967 in Brighton) ist ein britisch-deutscher Filmregisseur und Autor.

## Leben
Christoph Röhl wurde 1967 als Sohn des Historikers John C. G. Röhl und der Deutschlehrerin Rosemarie Röhl, geb. von Berg, geboren und wuchs zweisprachig in East Sussex auf. Er wurde von seinen Eltern „atheistisch erzogen“. Nach seinem Studium der Geschichte und Germanistik an der University of Manchester ging er nach Deutschland und arbeitete von 1989 bis 1991 als Englisch-Tutor an der Odenwaldschule. In den 1990er Jahren studierte er Regie und Drehbuch an der Deutschen Film- und Fernsehakademie Berlin.
Bereits in der Filmschule realisierte Röhl mehrere Kurzfilme, die mehrfach auf internationalen Filmfestivals ausgezeichnet wurden. Sein erster Kurzfilm In Your Shoes (1995) gewann unter anderem den Bundeskurzfilmpreis. Danach drehte er für die BBC den Kurzfilm Fivefortyfive und 2000 Butterfly World für Film4. Während seines Studiums war er auch als Regisseur für das Fernsehen tätig, zum Beispiel bei zwei Folgen der Kinderserie Die Rechte der Kinder des ZDF. In England realisierte Röhl im Jahr 2000 Close & True mit Robson Green in der Hauptrolle. 2002 drehte er Folgen der ITV-Serie Night and Day.
2003 gründete Röhl zusammen mit anderen die Met Film School in den Ealing Studios, London, und war dort zwischen 2003 und 2007 Schulleiter. Er gestaltete in dieser Funktion den gesamten Lehrgang. 2008 drehte er seinen ersten Spielfilm, Ein Teil von mir, dessen Drehbuch er zusammen mit Autor Philippe Longchamp schrieb. Der Film hatte seine internationale Premiere im International Film Festival Shanghai und kam im Oktober 2009 in die deutschen Kinos.
2010 drehte er Und wir sind nicht die Einzigen, einen Dokumentarfilm über die Missbrauchsfälle an der Odenwaldschule. Der Film wurde für den Deutschen Fernsehpreis 2011 nominiert und gewann den Robert-Geisendörfer-Preis 2012. 2013 griff er das Thema erneut auf und drehte am Originalschauplatz für die ARD den Film Die Auserwählten mit Ulrich Tukur in der Rolle des Schulleiters. 2018 inszenierte er für das ZDF das historische Doku-Drama Kaisersturz nach einem Drehbuch von Dirk Kämper und dem Historiker Lothar Machtan. Der Film erzählt das Ringen um die Macht in den letzten Tagen des Kaiserreichs. Sein Dokumentarfilm Verteidiger des Glaubens lief ab Ende Oktober 2019 in die Kinos an. Der Film setzt sich kritisch mit Joseph Ratzingers Wirken auf die katholische Kirche in den letzten 60 Jahren auseinander und löste eine große mediale Debatte aus:
Der Papst-Biograph Peter Seewald sagte dazu, der Film sei parteiisch und es sei eine geschichtsfälschende Darstellung der Wirklichkeit entstanden.
2021 schrieb er zusammen mit Doris Reisinger das Buch „Nur die Wahrheit rettet: Der Missbrauch in der katholischen Kirche und das System Ratzinger“, das ein Bestseller wurde. Das Buch sei keine Abrechnung mit Ratzinger, so die Neue Zürcher Zeitung, „(...) den Autoren geht es nicht um Verurteilung. Sie versuchen, der Denk- und Vorgehensweise Ratzingers nachzugehen. Und sie konstatieren, dass sich diese auf die Missbrauchskrise fatal ausgewirkt habe. Diesem Befund kann man sich schwerlich entziehen.“
2014 ehrte Königin Silvia von Schweden Christoph Röhl mit dem World Childhood Foundation Award 2014 für hervorragende Leistungen im Kampf gegen sexuellen Missbrauch in Deutschland.

## Filmografie (Auswahl)
- 1995: In Your Shoes
- 1997: Die Rechte der Kinder (2 Episoden)

- 1998: Fivefortyfive
- 2000: Close & True
- 2000: Butterfly World
- 2002: Night & Day
- 2005: Act Your Age
- 2006: Fast Learners
- 2008: Ein Teil von mir
- 2011: Und wir sind nicht die Einzigen
- 2012: Die Kita Frage
- 2014: Die Auserwählten[8]
- 2018: Kaisersturz
- 2019: Verteidiger des Glaubens

## Auszeichnungen
- 1995: Jury Prize for Best Short Film, Munich International Festival of Film Schools
- 1996: Best Short Film, Max-Ophüls Short Film Prize
- 1996: Special Mention of the Jury, Filmfestival Max Ophüls
- 1996: German Film Prize in Silver
- 1996: Gold Plaque, Chicago International Film Festival
- 1996: Mention Spéciale du Jury, Festival du Film Court de Brest
- 1997: Erich Kästner Fernsehpreis
- 1997: Adolf Grimme Prize Nomination
- 1998: First Prize, VFF Young Talent Award, Munich International Festival of Film Schools
- 1999: Friedrich Wilhelm Murnau Prize
- 1999: Best Short Film, Filmfest Ludwigsburg
- 1999: Audience Award, Filmfest Regensburg
- 2008: Eastman Kodak Prize Nomination, Hofer Filmtage
- 2009: DEFA Förderpreis, Max Ophüls Filmfestival
- 2009: Best Newcomer for actor Ludwig Trepte, Filmkunstfest M-V
- 2009: Jin Jue Award Nomination, Shanghai Int. Film Festival
- 2009: Best Youth Film, Fünf Seen Filmfestival
- 2011: Nominierung für den Deutschen Fernsehpreis: Und wir sind nicht die Einzigen in der Sparte „Beste Dokumentation“
- 2012: Robert Geissendörfer Preis, Medienpreis der Evangelischen Kirche
- 2014: The World Childhood Foundation Award, The Childhood Foundation
- 2014: Prix Europa Fernsehpreis Nominierung
- 2014: Best Film, ZOOM Festival de Ficció Internacional TV, Barcelona
- 2014: First Prize, Youth Jury, ZOOM Festival de Ficció Internacional TV, Barcelona
- 2015: Gold World Medal, New York Festivals